# Lockdown (2014)
Lockdown (2014) — профессиональное рестлинг ППВ шоу, проводимое федерацией TNA, ставшее десятым в линейке PPV Lockdown. Прошло 9 марта 2014 года в BankUnited Center в Майами, Флорида.

## Создание
Lockdown является крупнейшим pay-per-view-шоу промоушена TNA, в котором рестлеры участвуют в различных фьюдах и сюжетных линиях. Рестлеры олицетворяют собою злодеев или героев на ринге. Фьюды проходят таким путём, что сначала, на рядовых эпизодах, обстановка накаляется, а уже на самих праздниках рестлинга тот или иной фьюд как правило подходит к своему логическому завершению.
О месте проведения Lockdown (2014) стало известно 18 января 2014 на выпуске Impact Wrestling. Им стал BankUnited Center, который находится в Майами, штат Флорида.
1 февраля стал известен постер к шоу на нём изображён Чемпион мира в тяжёлом весе Магнус с титулом державшийся за клетку.

## Предыстория
12 декабря 2013 на Impact Wrestling в поединке Feast or fired, Ганнер снял кейс. На следующей неделе было объявлено что Ганнер сорвал кейс который даёт право биться за титул Чемпиона мира в тяжёлом весе. 23 января на Genesis Ганнер победил Джеймса Шторма в поединке, где кейс стоял на кону. 30 января на Impact Wrestling Ганнер в команде с Джеймсом Штормом победил Казаряна и Кристофера Дэниэлса. 13 февраля на выпуске Impact Wretling Ганнер вместе с Джеймсом Штормом победили Итана Картера III и Магнуса, тем самым Ганнер сорвал второй кейс, который даёт право биться за титулы командных чемпионов. 20 февраля на Impact Wrestling Ганнер закэшил свой контракт Feast or fired за титул Чемпиона мира в тяжёлом весе против Магнуса, но в этот поединок вмешался Джеймс Шторм, который сначала помогал Ганнеру и даже выкинул с ринга Рокстера Спада, но затем провёл Superkick Ганнеру, тем самым Магнус смог отстоять свой титул. 27 февраля на Impact Wrestling Джеймс Шторм объяснил Ганнеру почему он его подставил на прошлой неделе, объяснив это тем что Ганнер выиграл кейс Feast or fired благодаря тому что подставил Шторма, но когда Ганнер выиграл кейс Feast or fired, который давал право биться за командные титулы, он это сделал при помощи Шторма. После этой конфронтации Ганнер атаковал Джеймса Шторма. После чего их драка продолжилась на парковке. 6 марта на Impact Wrestling Джеймс Шторм атаковал Ганнера, ударив того в пах, а затем проведя Superkick.
12 декабря 2013 года в TNA вернулась Мэдисон Рейн и спасла ОДБ от Гейл Ким и Леи’Д Тапы. 19 декабря на Final Resolution ОДБ и Мэдисон Рейн победили Гейл Ким и Леи’Д Тапы. После чего 16 января 2014 года Мэдисон Рейн победила Гейл Ким и стала новой Чемпионкой Женщин Нокаутш TNA. 20 февраля на Impact Wrestling Гейл Ким победила Мэдисон Рейн в уличной драке. 27 февраля на Impact Wrestling Гейл Ким вмешалась в поединок ЛедИ Тапы и Альфа Фемели против Вельвет Скай и Мэдисон Рейн. Ким атаковала Рейн, что позволило первой команде выиграть. 6 марта на Impact Wrestling Велвет Скай, Мэдисон Рейн и ОДБ победили Гейл Ким, ЛедИ Тапу и Альфа Фемили.
16 января на Impact Wrestling: Genesis в закулисном сегменте дебютировала команда «Волки» (Эдди Эдвардс и Дэйв Ричардс), они общались о подписании контрактов с компанией Дикси Картер, но затем они заявили что уже подписали контракты с неизвестным спонсором TNA. 30 января на Impact Wrestling «Волки» представили нового спонсора компании, и им оказался Монтел Вонтевиус Портер. 13 февраля на выпуске Impact Wrestling Дикси попыталась купить акции МВП, но тот предложил на PPV Lockdown поединок команда Дикси против команды МВП, победитель получает контроль над компанией. 20 февраля на Impact Wrestling Магнус и Дикси Картер приняли вызов МВП на LockDown (2014), после чего Магнус и Итан Картер III атаковали МВП, но тому на помощь выбежал Ганнер. На этом же выпуске Бобби Руд принял предложение Дикси Картер и стал капитаном её команды на Lockdown. На выпуске Impact Wrestling от 27 февраля Бобби Руд победил МВП, после чего было объявлено что в команду Дикси входят Бобби Руд(капитан),The BroMans(Джесси Годдерз и Робби И) и Остин Эриес, а в команду МВП(МВП(капитан) и «Волки» (Эдди Эдвардс и Дэйв Ричардс). 6 марта на Impact Wrestling МВП объявил что в его команду также войдёт Джефф Харди.
30 января на Impact Wrestling в командном поединке Магнус и Итан Картер III против Курта Энгла и Самоа Джо, были такие условия если побеждают первые то Энгл и Джо будут уволены, а тот хто приинесёт своей команде победу тот станет претендентом номер 1 на титул Чемпиона Мира в тяжёлом весе, Самоа Дж заставил сдаться по болевому Магнуса, и стал первым претендентом на титул. 6 февраля на Impact Wrestling Самоа Джо победил Бобби Руда в поединке за первое претендентство. 13 февраля на Impact Wrestling МВП объявил что Самоа Джо официально первый претендент и назначил поединок на PPV Lockdown (2014) Магнус против Самоа Джо. 20 февраля на Impact Wrestling Самоа Джо победил Джесси Годдерз, Робби И и Зимма Айона в неравном поединке. На выпуске Impact Wrestling от 27 февраля Магнус и Самоа Джо подписали контракт на бой на Lockdown (2014), но с условием что победить можно только по болевому.
6 февраля на Impact Wrestling Курт Энгл бился против Чемпиона мира в тяжёлом весе Магнуса, и походу поединка Курта атаковал Итан Картер III. После этого нападения Курта отвезли в больницу. 27 февраля на выпуске Impact Wrestling вернулся Курт Энгл и был введён в Зал Славы TNA, но после чего его прервал Итан Картер III, после не большого разговора Кур заявил что он будет биться против Итана на Lockdown в поединке в стальной клетке. 6 марта на Impact Wrestling Итан Картер III вновь атаковал травмированное колено Курта. На следующий день было объявлено, что Курт не сможет биться против Итана на Lockdown (2014). После чего Итан заявил, что делает открытый вызов на Lockdown (2014).
20 февраля на Impact Wrestling был показан закулисный сегмент, в котором Андерсон общался с Кристи Хемме, но после чего его атаковал Самуэль. 27 февраля на Impact Wrestling Самуэль Шоу вступил в конфронтацию с Кристи Хемме, но за Кристи вступился Мистер Андесон, после чего он был атакован Самуэлем Шоу. 6 марта на Impact Wrestling Мистер Андесон за кулисами атаковал Самуэля Шоу.

## Шоу

### Предварительные поединки
Матчем открытия шоу стало противостояние японской и американской школы рестлинга. С одной стороны на ринге мы увидели команду Санады, Ясу и Великого Муты, а с другой стороны Криса Сэйбина, Казаряна и Кристофера Дэниелса. Несмотря на то, что средний возраст бойцов, оказавшихся на ринге, был далеко не юношеский, мы все равно увидели отличный динамичный бой в качестве оупенера. Описать же эмоции поклонников рестлинга, когда всякий раз на ринге оказывался Мута просто невозможно. Большую часть боя преимуществом владели хозяева шоу, пока на ринге не появился новоиспеченный чемпион Х-дивизиона Санада и не уделал соперников по очереди. Вскоре на ринге появился Мута, который своим фирменный плевком отравляющей жидкости вырубил Казаряна, а затем Санада удержал Дэниелса после великолепного мунсолта с третьего каната.
Вторым матчем на шоу стало сражение одержимого Кристи Хэмми Сэма Шоу и Мистера Андерсона, который выступал в роли защитника дивы TNA. Начался сегмент весьма необычно: Шоу забрался на клетку и пригрозил спрыгнуть с неё, если сейчас Кристи не появится у ринга. Однако его трогательный романтический порыв был грубо прерван Мистером Андерсоном. После недолгой душеспасительной беседы , Шоу таки покинул вершину клетки, чтобы начать бой. По ходу схватки у клетки появилась и сама виновница торжества, которая смотрела на все происходящее с изрядной долей заинтересованности. Что же до рестлеров, то, Шоу, к примеру, даже не пытался удержать своего соперника, стараясь первым выбраться из клетки. Удалось же это сделать первому Андерсону, но вырубленный рефери не зафиксировал победу Кена. Более того, в этот момент Шоу через дырку в клетке для камеры затащил на ринг Хэмми и уже готовился с ней расправиться, когда Андерсон вернулся на ринг, за что вскоре жестоко поплатился, попав в смертельные объятия Шоу. Сэм удушил соперника, выбрался из клетки, а Хебнер зафиксировал его победу.
Под бурю негодования на ринге появился Итан Картер, у которого должен был быть матч с Куртом Энглом, но из-за травмы, которую олимпийский чемпион получил в минувший четверг как раз от Картера, он не смог прибыть на шоу. В результате, Картер объявил открытый вызов, который к шоку всех присутствующих принял… Бобби Лэшли. Бой как таковой не получился, ведь Лэшли не находился в ростере, но буквально за два приема бывшего ММАшника от Картера не осталось и следа, и племянник Дикси Картер был вынужден в спешном порядке ретироваться.
Третьим полноценным боем вечера стало противостояние бойцов Х-дивизиона Маника и новичка компании Тигре Уно без титула на кону. Матч проходил в прекрасном темпе с попеременным доминированием каждого из бойцов. Они оба смотрелись очень приятно, демонстрируя лучшие образцы из своего технического арсенала. Было проведено и несколько весьма опасных приемов, заканчивавшихся жестким контактом одного из спортсменов со стальной клеткой. Находилось здесь место и для эффектных болевых приемов. В финале боя Тигре Уно сначала провел Манику замысловатый бросок прямо на голову, а затем накрыл его эффектным сплэшел с третьего каната, после чего «жертве переименования Халком Хоганом» уже было не суждено подняться.
Следующим номером программы на PPV TNA Lockdown 2014 стало противостояние бывших командных партнеров и командных чемпионов мира «ковбоя» Джеймса Шторма и Ганнера, проблемы между которыми появились после того, как Ганнер не самым корректным образом опередил Шторма в битве за кейс матча Feast or Fired. Парням было, что делить между собой, а потому мы надеялись увидеть действительно жесткое противостояние. И матч нас не разочаровал. Схватка началась ещё до стальной клетки. Соперники прилично измордовали друг друга у ограждений, пообливали друг друга пивом и поелозили лицом об ограждения. Когда же они оказались внутри стальной конструкции, то и там мы увидели весьма привлекательное зрелище. Так Шторм не брезгал тем, чтобы удушать соперниками веревкой, пользуясь тем, что все матчи в стальной клетке проходят без дисквалификации. Позднее Джеймс и вовсе опустился до открытых ударов между ног сопернику. Стало понятно, что честно биться с таким «ковбоем» проблематично, но Ганнер не сдавался. Он завел сам себя традиционными ударами головой об угол ринга, пошел в атаку и ударил Шторма стальным противнем. В финальной стадии боя оба противника встретились со стульями, но спина оказалась прочнее у Ганнера. Этот парень провел суплекс с третьего каната «ковбою» прямо на стоящие рядом стулья, после которого встать уже было невозможно.
Шестым боем вечера на PPV TNA Lockdown 2014 стало противостояние за пояс чемпионки дивизиона нокаут, в котором сражались обладательница титула Мэдисон Рэйн и первая претендентка Гэйл Ким, вышедшая на арену в сопровождении своей боевой подруги Лейди Тапы. На старте боя Гэйл разными образами старательно пыталась выбрать из клетки, но всякий раз Мэдисон препятствовала ей. Сама же «королева» не планировала покидать ринг, а хотела довести дело до победного удержания. Впрочем, нельзя сказать, что Гэйл халявила. В середине боя она действительно вышла на свою проектную мощность, провела несколько потрясающих ударов, болевых приемов, после чего пыл её сумел охладить лишь досадный промах в углу ринга. В финале боя Гэйл провела Мэдисон эпичный некбрейкер с третьего каната, но Рэйн каким-то чудом вырвалась из удержания после этого смертоубийственного приема. Ким попыталась выбраться через дверь клетки, но и тут соперница её настигла. Завершилось же все после гарпуна с третьего каната, который провела Мэдисон, предварительно сбросив с клетки пытавшуюся помешать Лейди Тапу.

### Главные поединки
Седьмым боем вечера на PPV TNA Lockdown 2014 стало сражение за пояс чемпиона мира в тяжелом весе между обладателем трофея британцем Магнусом и первым претендентом «самоанской машиной болевых приемов» Самоа Джо. Бой проходил по особым правилам, победить в котором можно было исключительно нокаутом или болевым, что давало определенное преимущество претенденту. Бой начался с силовой борьбы, в которой соперники по очереди проводили друг другу не самые приятные захваты. После этого, Джо завладел инициативой и стал методично отбивать Магнусу его отдельные части тела. Особенно страдала голова британца, на долю которой пришлась добрая половина ударов. Затем Джо познакомил соперника со всеми краями стальной клетки. Думается, что в этот момент Магнус возблагодарил Хогана за его решение отказаться от шестиугольного ринга в пользу четырёхугольника. Магнус начал истекать кровью, в то время как Джо только свирепел и свирепел. Первая же попытка болевого приема, как ни странно, была осуществлена Магнусом. Это был захват «четверка», который Самоа без лишних усилий реверсировал. Следом британец стал ломать сопернику шею, но Джо и здесь нашлось что ответить. Попытка же слипера обернулась в прекрасный суплекс, после которого рефери даже пришлось вести обоюдный отсчет. Джо перехватил инициативу после серии ударов локтями по лицу и отличного снэп-слэма, но последующий за этим захват руки завершился тем, что британец дотянулся до канатов. Затем была попытка фирменного масл-бастера, за которым последовало удушение, но тут из-под ринга появилась чья-то рука, которая утащила самоанца под арену. Пробыв там около минуты окровавленный Джо вернулся на ринг и принялся душить Магнуса, когда сзади неожиданно появился Абисс, зарядивший по животу самоанцу своей Дженис. Далее был блэкхоул слэм, крики «ты продался» и удушение, на которое бездыханный Джо никак не реагировал.
Мэйн-ивентом шоу был классический матч «лательный локдаун», в котором, на сей раз, на кону стоял контроль над компанией. С одной стороны в нём принимала участие команда Дикси Картер (Бобби Руд, Остин Эриес, Робби И, Джесси), а с другой стороны команда МВП (МВП, Дэйви Ричардс, Эдди Эдвардс, Джефф Харди). Любопытно, что ещё в начале шоу президент Дикси Картер заявила, что не пустит Харди на арену, так как у него нет прав выступать в компании, с которой он не так давно в одностороннем порядке разорвал контракт. Первыми на ринге появились Остин Эриес и МВП. Особые счеты между ними возникли вовремя одного из выпусков Impact Wrestling, когда в матче МВП против Руда Эриес, работавший рефери, принял сторону канадца. Бой получился очень жестким, инициативой никто не владел, когда настал черед выйти на ринг Робби И. Впрочем, командный чемпион быстро выхватил от МВП, который ещё некоторое время успешно урабатывал двух своих соперников, но вскоре их численное превосходство сказалось.
Следом на ринг выбежал Эдди Эдвардс, который сходу расправился с Робби и Остином, вернув инициативу команде МВП. Все шло своим чередом, пока тусовавшийся у клетки Зима Айон не решил забраться на неё, чтобы вмешаться в матч. Впрочем, Эдвардс быстро остановил энтузиазм филиппинца, столкнув его со стальной конструкции. Появление Джесси на некоторое время вернуло инициативу команде Дикси, но последующий выход Дэйви Ричардса все поставил на круги своя. Этот спортсмен выступал на фоне травмы плеча, полученной им несколько дней назад в схватке с Бобби Рудом, но это никак не мешало ему проводить свои феноменальные приемы. Последним на ринге появился Бобби Руд. Команда Дикси окончательно перехватила инициативу. Все стали ждать Джеффа Харди, но слова Картер не давали покоя: она обещала не допустить «харизматичную загадку» на шоу. И она не допустила. Заиграла неизвестная музыка, на титантроне появился персонаж Уиллоу и на вершине стальной клетки воцарилось нечто, накрывшее прыжком всех участников команда Дикси. Крышка стальной клетки опустилась и тут же заиграла музыка Дикси Картер. Она вышла на рампу и сказала, что специальным судьей этого матча будет… Булли Рэй, который должен был обеспечить победу её команде. Пока Рэй затаскивал стол в клетку, внутри начался настоящий ад. Издевательства над плечом Ричардса сменялись избиениями палкой Уиллоу. Команда МВП ненадолго перехватывала инициативу и под радостные крики публики «Мы хотим Эй Джея» пыталась что-то противопоставить противнику. Фирменную бомбу провел Уиллоу после которой Эриес влетел всем телом в клетку. «Волки» надели мусорный бак на голову Джесси и с двух углов ринга одновременно в прыжке ударили по нему. Эриес перехватил инициативу и провел брэйнбастер Ричардсу прямо на стоящий в центре ринга стул. В концовке боя Руд поставил стол на ринг, подхватил МВП, но на его пути неожиданно встал Рэй. Бобби оттолкнул хулигана, за что быстро получил на орехи от специального рефери. МВП же своим ударом моментально вырубил капитана противника, а Рэй отсчитал победное удержание для команды инвестора.

## Поединки
| №                                | Поединки | Условия | Время |
| -------------------------------- | --- | --- | ----- |
| 1                                | Великий Мута, Сеия Санада и Накануя победили Bad Influence(Казарян и Кристофера Дэниелса) и Криса Сейбина | Командный поединок в стальной клетке | 9:25  |
| 2                                | Самуэл Шоу победил Мистера Андерсона (с Кристи Хемме) | Одиночный поединок в стальной клетке | 10:10 |
| 3                                | Тигре Уно победил Маника | Одиночный поединок в стальной клетке | 8:22  |
| 4                                | Ганнер победил Джеймса Шторма | Одиночный поединок в стальной клетке «Последний на ногах» | 9:47  |
| 5                                | Мэдисон Рейн(с) победилa Гейл Ким (с Леи’Д Тапа) | Одиночный поединок в стальной клетке за титул Чемпионки Нокаутш TNA                                                                                                  | 8:53  |
| 6                                | Магнус(с) победил Самоа Джо | Одиночный поединок в стальной клетке за титул Чемпиона мира в тяжёлом весе Победу можно одержать только болевым или нокаутом.                                        | 19:27 |
| 7                                | Команда МВП (Монтел Вонтевиус Портер(капитан), «Волки» (Эдди Эдвардс и Дэйв Ричардс) и Уиллоу) победили команду Дикси Картер (Бобби Руд(капитан),The BroMans(Джесси Годдерз и Робби И) и Остин Эриес) (с Дикси Картер, DJ Z и Рокстар Спад) | Lethal Lockdown поединок Специальный судья Булли Рей Победитель становится президентом компании; Если команда Дикси Картер выиграет Бобби Руд получает 10% компании. | 26:56 |
| (c) – чемпион на момент поединка | | |       |

## Оценки
Известный рестлинг-критик Дэйв Мельтцер выставил этому шоу такие оценки:
- Великий Мута, Сеия Санада и Накануя против Bad Influence(Казарян и Кристофера Дэниелса) и Криса Сейбина — 3,5
- Самуэль Шоу против Мистера Андерсона — 1,75
- Маник против Тигре Уно — 2,25
- Джеймс Шторм против Ганнера — 3,25
- Мэдисон Рейн против Гейл Ким — 2,0
- Магнус против Самоа Джо — 2,75
- Команда МВП против команды Дикси — 3,0
  - Средний рейтинг шоу составил приблизительно 2,7 балла